# Edward Flanagan

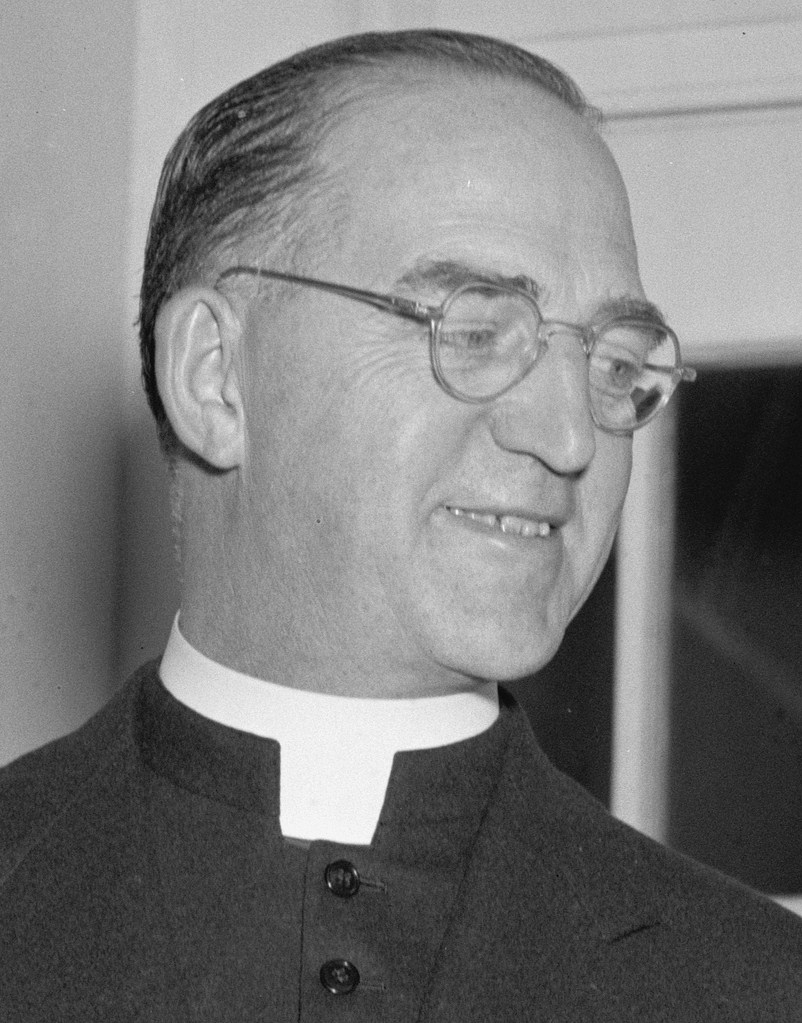
Edward J. Flanagan

Edward Joseph Flanagan (geboren am 13. Juli 1886 im County Roscommon in Irland; gestorben am 15. Mai 1948 in Berlin) war ein amerikanischer katholischer Geistlicher.
Father Flanagan war Gründer der Organisation Boys Town (deutsch: „Jungenstadt“), einer der bekanntesten amerikanischen Jugendhilfeeinrichtungen. Gründungsort und Sitz der Einrichtung ist der Ort Boys Town, ein Vorort von Omaha im amerikanischen Bundesstaat Nebraska und ein Zentrum für hilfebedürftige Kinder und Jugendliche.

## Leben
Flanagan wurde 1886 im irischen County Roscommon geboren, kam 1904 in die Vereinigten Staaten und wurde 1919 eingebürgert. Er besuchte die Mount St. Mary's University in Emmitsburg, Maryland, wo er 1908 diplomierte. Danach setzte er seine Studien im Priesterseminar St. Joseph’s Seminary in „Dunwoodie“, Southeast Yonkers (Bundesstaat New York) fort, anschließend studierte er am Canisianum in Innsbruck und in Italien. Seine erste Pfarrstelle war im Städtchen O’Neill, Nebraska, in der Gemeinde St. Patrick’s. In Folge zog er nach Omaha, in die größte Stadt Nebraskas, wo er zunächst in einer weiteren Kirche St. Patrick’s diente und dann die Gemeinde St. Philomena’s leitete.
1917 gründete er in Omaha ein „Obdach für obdachlose Jungen“. Da die Räumlichkeiten im Stadtzentrum sich als ungeeignet herausstellten, gründete er vier Jahre später, im Jahr 1921, die „Jungenstadt“ Boys Town 16 km westlich vor den Stadtgrenzen Omahas. Unter seiner Leitung wurde Boys Town zu einer großen Gemeinde mit eigenem minderjährigem Bürgermeister, Schulen, einer Kapelle, einem Postamt, Bauernhöfen, einem Sport-Komplex und anderen Einrichtungen, in denen Jungen zwischen 10 und 16 Jahren Unterricht erhalten und ein Handwerk lernen konnten.
1938 entstand unter dem Titel Boys Town (dt. Titel: Teufelskerle) ein Kinofilm über das Leben von Edward Flanagan mit den Schauspielern Spencer Tracy in der Rolle des Priesters (er erhielt dafür einen Oscar) und dem damals 17-jährigen Mickey Rooney. Eine Fortsetzung unter dem Titel Men of Boys Town entstand 1941.
Edward Flanagan erhielt viele Ehrungen für seine Arbeit mit jugendhilfebedürftigen Jungen. Er war in mehreren Wohlfahrtsverbänden tätig und verfasste etliche Presseartikel zum Thema. International gewürdigt, reiste Flanagan im Jahr 1947 nach Japan und Korea, um dortige Probleme der Jugendhilfe zu studieren. Eine ähnliche Reise unternahm er im Folgejahr nach Österreich und Deutschland, wo er am 15. Mai 1948 in Berlin einem Herzinfarkt erlag. Sein Grab befindet sich in der Dowd Chapel in Boys Town.
1965 wurde Flanagan als vierter Bürger seines Bundesstaats in die Nebraska Hall of Fame aufgenommen. 1986 erschien eine US-Briefmarke, die an Edward J. Flanagan erinnert.

## Zur Rezeption Flanagans in Deutschland
Die Auswirkungen und Einflüsse von Flanagans Boys Town-Ansatz in Deutschland sind bislang nicht systematisch untersucht worden. Dennoch kann festgehalten werden, dass es unmittelbar nach dem Zweiten Weltkrieg verschiedene Versuche gab, Flanagans Idee einer Jugendhilfe-Einrichtung nach Deutschland zu übertragen. Die Initiative hierzu ging in der Regel von den amerikanischen Besatzungsstreitkräften aus, was auf deutscher Seite teilweise zu prinzipiellen Vorbehalten führte. Den am weitesten fortgeschrittenen Versuch der Übertragung stellt dabei die 1947 bei Starnberg gegründete Jungenstadt Buchhof dar, die jedoch Mitte der 1950er Jahre aus finanziellen Gründen geschlossen wurde.
Ein weiterer belegbarer Versuch, den „Boys Town“-Ansatz in Deutschland zu verwirklichen, wurde 1969 mit der Einrichtung des Jugenddorfs Bökenförde unternommen, das seit 1971 unter dem Namen Jugendwerk Rietberg fortgeführt wurde. Inspiriert durch Flanagans Konzept war in diesem Erziehungsheim ein sogenannter „Jungenrat“ eingeführt und weitere Ideen des Boys-Town-Konzepts aufgenommen worden.
Darüber hinaus gibt es in Babenhausen (Hessen) eine Eduard-Flanagan-Schule, die – obwohl der Vorname etwas eingedeutscht ist – zu Ehren von Edward J. Flanagan benannt ist, und eine Flanaganstraße im Berliner Ortsteil Dahlem, in einer Siedlung, die bis zum Abzug der US-Streitkräfte aus Berlin viele Jahrzehnte überwiegend von US-Militärangehörigen und ihren Familien bewohnt worden war.
In einer sportpädagogischen Studie von 1967 wurde Flanagans vorsorgende Erziehung zusammen mit der des Italieners Giovanni Bosco und des Russen Anton Semjonowitsch Makarenko genannt. Gemeinsam wurde ihnen neben einer Präventivmethode in besonderer Weise auch die Intention der Leibeserziehung zuerkannt. Flanagan erklärte: „Der Vorteil des geleiteten Spiels liegt darin, dass es die unbewussten Triebkräfte in eine heilsamen Richtung lenkt./..../Ein gesunder Körper ist für jeden Menschen ein Aktivkapital. Körperliche Gesundheit fördert die seelische.“

## Schriften
- Verstehe ich meinen Jungen und erziehe ich ihn richtig? Herder, Freiburg, 2. Auflage 1960 (englisch: Understanding your boy).